# Аборты на Барбадосе
Аборт на Барбадосе является законным, если он проводится для спасения жизни женщины, сохранения её физического или психического здоровья, в случаях нарушения плода, когда беременность была вызвана изнасилованием или инцестом, а также по экономическим или социальным причинам. В 1983 году на Барбадосе был принят Закон о прерывании беременности по медицинским показаниям, и аборты были разрешены, за исключением абортов по запросу и без надзора врача. До 12 недель беременности женщина должна получить разрешение от врача на аборт. Между 12 и 20 неделями аборт должны одобрить два врача, а после 20 недель — три. Перед проведением медицинской процедуры женщине необходимо пройти консультацию. Услуги по прерыванию беременности должен выполнять практикующий врач, и через 12 недель они должны делать это в больнице, утверждённой государством.

## Закон о медицинском прерывании беременности
В 1983 году парламент Барбадоса принял Закон о прерывании беременности по медицинским показаниям, отменивший уголовную ответственность за аборты. Билли Миллер, первая женщина, занявшая пост министра здравоохранения Барбадоса, в течение семи лет выступала за то, чтобы побудить своих коллег декриминализовать данную процедуру. Принятие этого нового закона сделало Барбадос первой англоязычной страной в Карибском бассейне, декриминализовавшей аборты.

### Влияние легализации абортов
За 25 лет после принятия Закона материнская смертность снизилась на 53%, что превратило страну в лидера по женскому здоровью.